# La Ghirlandata
La Ghirlandata es una pintura al óleo de 1873 obra de Dante Gabriel Rossetti exhibida actualmente en la Guildhall Art Gallery de Londres.

## Historia
La obra fue adquirida en 1886 por Joseph Ruston en la venta de la colección de William Graham celebrada por Christie's, siendo comprada en 1898 por Sir James Ross en la venta de la colección de Joseph Ruston, también celebrada por Christie's, la cual posteriormente organizó la venta de la colección de Ruston en 1927, pasando la pintura a ser propiedad de Croal Thomson, quien la vendió el mismo año a la Guildhall Art Gallery.
La obra fue exhibida por primera vez en 1883 en la Royal Academy of Arts de Londres; en el Pabellón de la Secesión de Viena en 1927; en el Cartwright Memorial Hall de Bradford en 1930; y en la Lady Lever Art Gallery de Port Sunlight en 1948.

## Elaboración

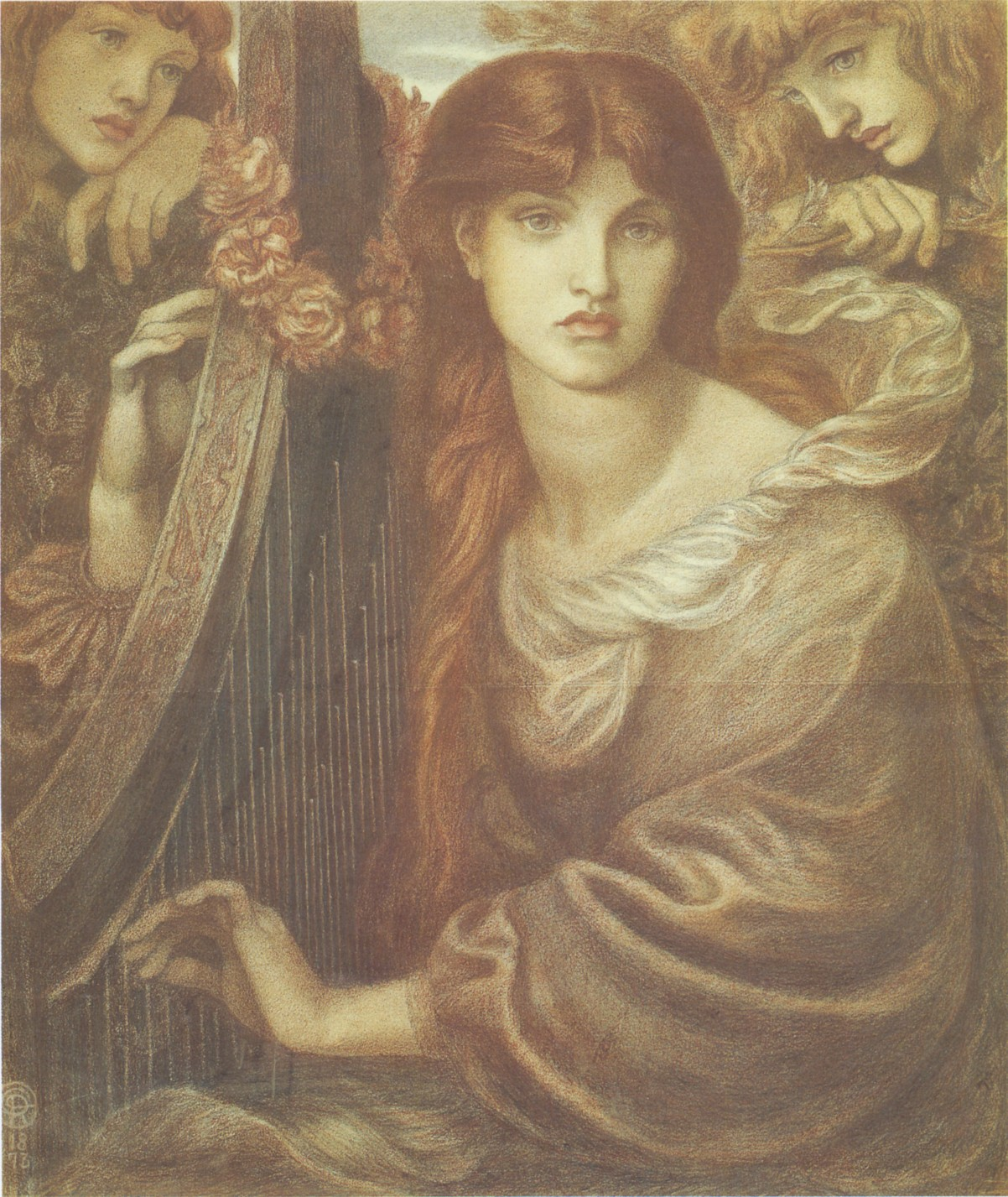
Versión de La Ghirlandata realizada en tiza, por Rossetti (1873). Esta obra fue entregada a Charles Augustus Howell en pago de una deuda equivalente a 70 libras, siendo actualmente propiedad de Andrew Lloyd Webber.

La Ghirlandata fue pintada en Kelmscott Manor, propiedad del pintor y de su amigo William Morris, tras un periodo de grandes dificultades para el artista, puesto que el año anterior había intentado suicidarse. Pese a sus problemas mentales, su obra en este periodo destaca por su viveza y belleza, contrastando en esta pintura la tonalidad rojiza del cabello de la dama con el fondo verde del cuadro. Alexa Wilding posó para la figura principal, habiendo fungido como modelo previamente para el pintor y sirviendo como referencia visual en obras posteriores de Rossetti, mientras que los dos ángeles ubicados a ambos lados de la parte superior de la pintura fueron modelados en base al rostro de May Morris, por aquel entonces de diez años de edad, hija de Jane (amante de Rossetti) y William Morris, quien al parecer sentía un gran desprecio hacia Wilding, siendo ambas modelos recreadas según el ideal físico del pintor, en el cual destaca la profusión de los labios.
Rossetti ya se encontraba trabajando en el cuadro a principios del mes de julio de 1873, recibiendo a mediados de mes un pago equivalente a 840 libras por parte de William Graham e informando el artista a Charles Howell de que la pintura estaba "bien avanzada". El 23 de agosto, Rossetti escribió a Watts-Dunton: "acabo de terminar (un cuadro) que yo llamo La Ghirlandata. Contiene tres cabezas - una dama tocando un arpa y dos ángeles escuchando - y una infinidad de otro material - y en brillantez es más como la Amada que ningún otro cuadro mío que hayas visto. Pertenece a Graham, quien la quiere en Escocia, pero tal vez la envíe por unos pocos días a Londres para mostrarla a unos pocos". 
Rossetti describió la pintura a Treffry Dunn en los siguientes términos: 

La que estoy haciendo para él ahora no es Doncella bienaventurada sino esa figura tocando el (...) viejo arpa que dibujé de Miss W(ilding) cuando estuviste aquí con ella. Las dos cabezas de la pequeña May están en la cima del cuadro. Realmente será algo exitoso, ahora estoy seguro, y está llegando rápido a la finalización, pero aún no tengo el marco. Debería poner a Graham de buen humor y me alegro de que lo tenga ya que es el único comprador que tengo que vale la pena.

En una carta dirigida a William Bell Scott, Rossetti se mostró aún más entusiasta:

Durante las seis semanas anteriores he estado trabajando solamente en un cuadro ahora finalizado y llamado La Ghirlandata - sobre 4 pies por 3. Es una mujer tocando una especie de arpa sólida que tengo - un instrumento con cuerdas a ambos lados y muy pintable en forma. Tras ella dos ángeles se inclinan a través del follaje y escuchan, y hay una inmensidad de trabajo en el cuadro el cual está bastante lleno de flores y hojas todas ellas cuidadosamente hechas de la naturaleza. Creo que es el cuadro más verde del mundo - la figura principal vestida de verde completamente rodeada por brillante follaje verde. Creo que es mi mejor cuadro - ni una pulgada peor que otro.

## Composición
Según una descripción de F. G. Stephens:

Muestra a la Dama de las Guirnaldas vestida de verde sentada entre el follaje dorado de un árbol de espinas y un bosquecillo; sus manos están extrayendo música de un arpa junto a su asiento, y su rostro prueba que su alma está absorta en la música que produce. A cada lado, sobre los hombros, un ángel mira por entre las brillantes hojas superiores del bosquecillo, como si el mismo Cielo esperase su canción. Alrededor de la cima del arpa está colgada una guirnalda de rosas y madreselvas, las más dulces de las flores terrenales, y el cielo arriba, donde el día (...) está muriendo, insinúa en su calma, ardientes intensidades de una dulzura aún más lejana. La brisa del atardecer acaba de subir y comienza a levantar la luz de las telas sobre sus hombros. En color, este cuadro es principalmente un estudio de verde, entremezclado con azul en varias sombras - el acónito azul intenso que aparece en la base de la composición, el pájaro brillante que revolotea a través de los árboles, el dibujo del ala pintado en el instrumento, y el color desvaneciéndose en el cielo. Estos tonos están equilibrados por el bronce dorado del pelo de la dama y el arpa de color oscuro, un instrumento el cual es sólido, con cuerdas a cada lado.

## Análisis
Esta obra constituye una de las numerosas pinturas de mujeres tocando instrumentos musicales las cuales Rossetti representó entre 1871 y 1874. El uso intenso del color refleja un ambiente melancólico, mientras que el simbolismo de la pintura probablemente representa el estado emocional del pintor en aquella época. Por su parte, las madreselvas y las rosas situadas en la parte superior del arpa indican atracción erótica, mientras que el arpa en sí representa la música, metáfora común del amor.
William Michael Rossetti, hermano de Rossetti, hizo mención al hecho de que las flores mostradas en la parte inferior de la obra constituían probablemente un error:

Las flores las cuales son prominentes en la imagen fueron destinadas por mi hermano para el acónito venenoso: creo que él cometió un error, y representó espuelas de caballero en su lugar. Nunca le oí explicar el significado subyacente de este cuadro: supongo que se proponía indicar, más o menos, juventud, belleza, y la facultad del arte digna de una audiencia celestial, todo ello ensombrecido por la fatalidad mortal.

## Galería de imágenes (detalles de la obra)

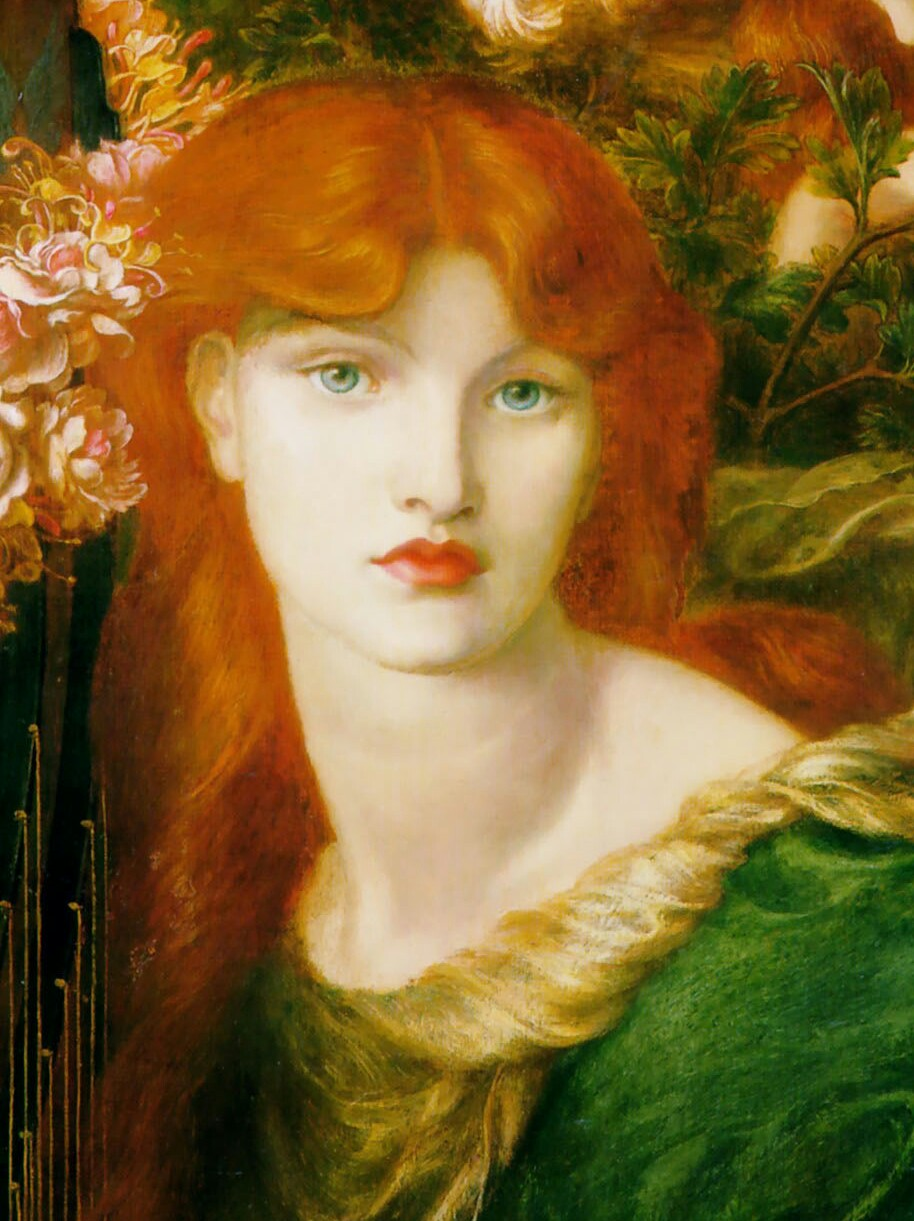
Detalle del rostro de la dama.
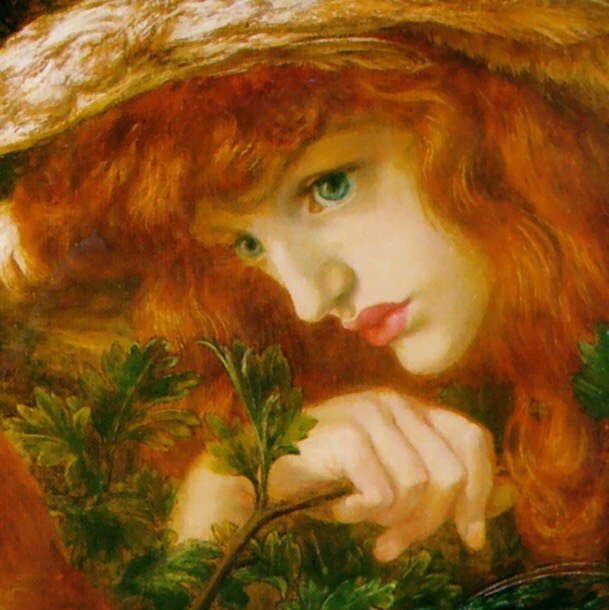
Detalle del ángel de la derecha.
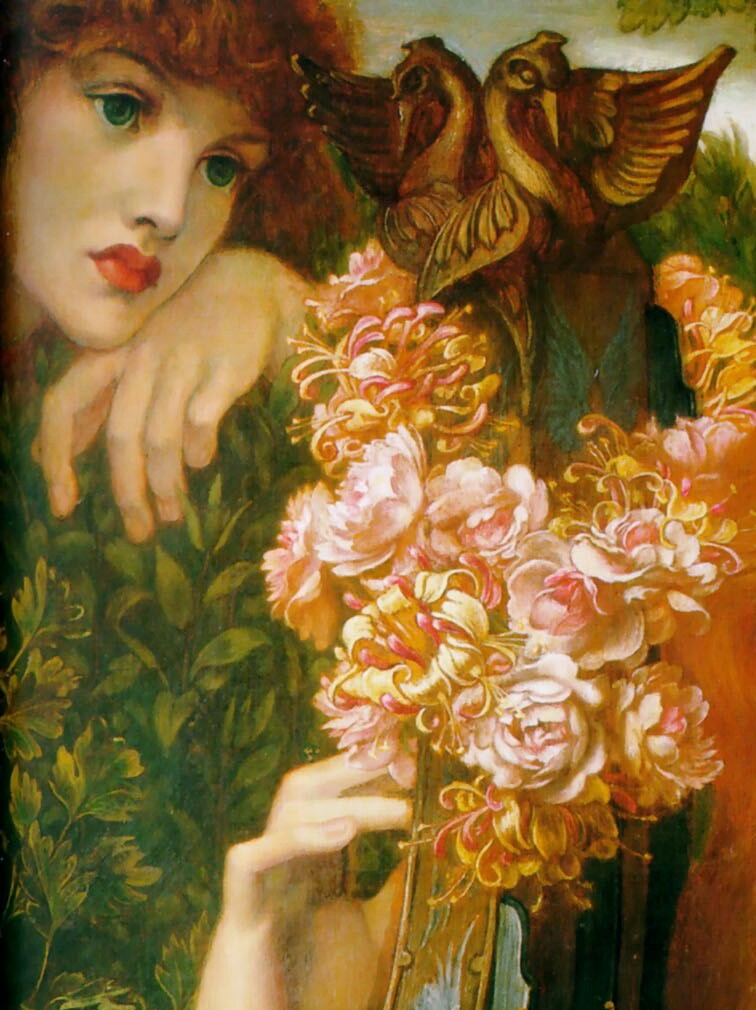
Detalle del ángel de la izquierda, la parte superior del arpa y la guirnalda.
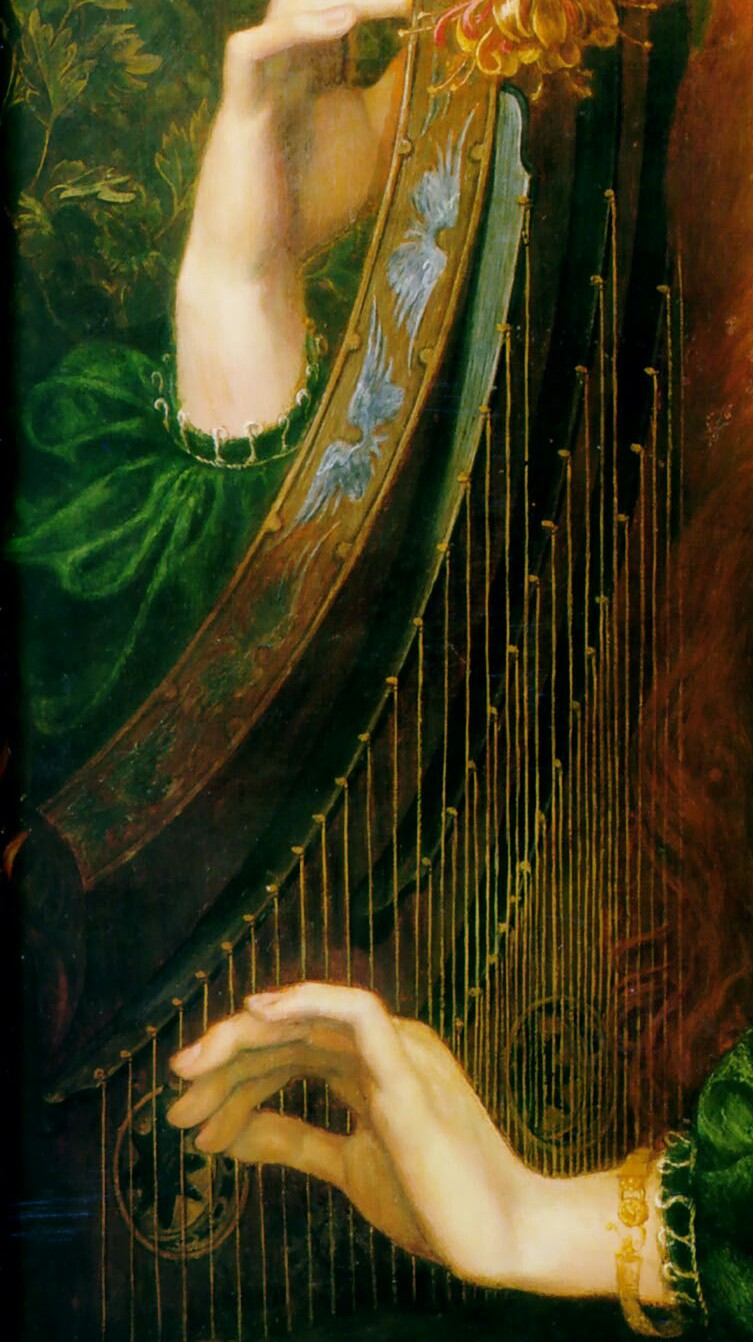
Detalle de la parte inferior del arpa.
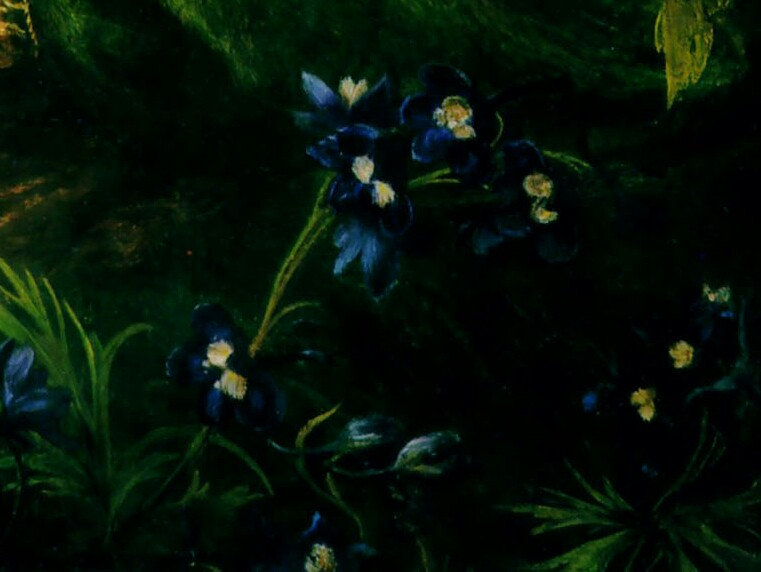
Detalle de los acónitos.